# Костијерево
Костијерево је насељено мјесто у општини Зворник, Република Српска, БиХ. Према попису становништва из 1991. у насељу је живјело 1.230 становника.

## Становништво
Према попису становништва из 1991. године, мјесто је имало 1.230 становника.
| Демографија | Демографија | Демографија |
| Година      | Становника  | Становника  |
| ----------- | ----------- | ----------- |
| 1948.       | 667         |             |
| 1953.       | 708         |             |
| 1961.       | 694         |             |
| 1971.       | 803         |             |
| 1981.       | 1.052       |             |
| 1991.       | 1.236       |             |